# Shakira: Bzrp Music Sessions, Vol. 53
"Shakira: Bzrp Music Sessions, Vol. 53" (conhecida alternativamente como "Out of Your League" em inglês, e "Pa' Tipos Como Tú', em espanhol) é uma canção do DJ argentino Bizarrap e da cantora colombiana Shakira. Seu lançamento ocorreu em 11 de janeiro de 2023 através da Dale Play Records, logo após o lançamento de um videoclipe no canal do YouTube do artista.
Considerada uma diss track de Shakira contra o ex-marido Gerard Piqué, bem como uma canção que aborda o empoderamento feminino, para muitos o single "quebrou a internet" por conta da temática envolta sobre o relacionamento da artista, bem como por ter sido bem sucedida em diversas paradas musicais e plataformas de streaming. A canção alcançou o primeiro lugar em 16 países, bem como na Billboard Hot Latin Songs. Foi o primeiro single de Bizarrap e o quinto de Shakira a atingir o top 10 da Billboard Hot 100 dos Estados Unidos ― o primeiro desde "Beautiful Liar" (2007). A obra foi elogiada pela crítica por conta da produção e letra cativantes, bem como pela contribuição de Bizarrap em adicionar mais uma variedade sonora à discografia de Shakira.

## Antecedentes
Houve rumores de que Shakira pode ser a próxima convidada do Bzrp Music Sessions em agosto de 2022, quando ela desejou um feliz aniversário ao produtor nas redes sociais. Em 10 de janeiro, a colaboração foi confirmada por Bizarrap nas redes sociais. Apesar dos rumores, a Rolling Stone escreveu que os fãs do DJ não acreditavam que Shakira estava trabalhando com ele.
Shakira e Gerard Piqué se conheceram em 2010 e deram início oficialmente a um relacionamento em 2011, tendo dois filhos juntos. Em 2022, o casal se separou. Em 2021, as autoridades espanholas apresentaram acusações contra Shakira, alegando que ela deveria ter pago imposto de renda na Espanha entre 2012 e 2014, pois mantinha um relacionamento com Piqué e ele residia em Barcelona, embora ela negue.
Em outubro de 2022, Shakira lançou a música "Monotonía", tematizada na separação dela e do ex-jogador. O single "Te Felicito", de abril de 2022, gravado com o cantor porto-riquenho Rauw Alejandro, foi escrito em 2021 e lançado antes do anúncio da separação; a música também aborda a o divórcio.

## Produção e composição
Shakira trabalhou com o compositor de música latina Keityn (Kevyn Cruz) na canção, após prévias colaborações em seus dois últimos lançamentos. Keityn afirmou que, após "Monotonía", Shakira tinha o desejo de escrever uma música mais rancorosa, e a dupla trabalhou para criar uma música que não fosse muito exagerada ou muito suave para ela.
Quando Shakira se encontrou com Keityn para trabalhar nas letras em seu estúdio caseiro em Barcelona, o compositor diz que "ela veio com uma lista de tudo o que queria dizer". "Eu apenas a ajudei a fazer rimas", comentou.
A letra contém muitas referências a Piqué e seu relacionamento, com Shakira criticando-o por seus escândalos na mídia que a tornaram alvo; por levar sua mãe perto de sua casa; e pelo relacionamento ter causado uma investigação fiscal contra ela. A NPR Music escreveu que o verso referindo-se a seu ex como um "novato" poderia estar se referindo à diferença de idade de dez anos entre Shakira e Piqué. O verso "una loba como yo no está pa' tipos como tú" faz referência à música "Loba" de Shakira, de 2009, enquanto as pausas intencionais nas palavras "claramente" e "salpique" enfatizam "clara" e "pique" referem-se a Piqué e sua nova namorada, Clara Chía. Em uma entrevista no The Tonight Show Starring Jimmy Fallon, em 10 de março de 2023, Shakira revelou que a batida e os instrumentais da faixa foram inspirados na banda eletrônica inglesa Depeche Mode e seu "tom sombrio".

## Promoção e lançamento
Em 9 de janeiro de 2023, um pequeno avião sobrevoou Mar del Plata e Miami, carregando uma faixa com as palavras "una loba como yo no está pa' tipos como tú" e apontaodo para um lançamento em 11 de janeiro. Depois da música ter sido confirmada no dia seguinte, as pessoas começaram a especular o que Shakira poderia cantar; a Billboard notou que as sessões de gravação de Bizarrap normalmente apresentavam rappers que tinham o desejo de abordar suas desavenças. Trechos de letras vazadas em 10 de janeiro indicavam que a música seria sobre o rompimento de Shakira com Piqué.
Em 24 de janeiro de 2023, a gravadora independente Dale Play Records enviou "Shakira: Bzrp Music Sessions, Vol. 53" para as rádios rítmicas contemporâneas dos EUA e para as rádios contemporâneas dos Estados Unidos.

## Recepção

### Comercial

#### Plataformas destreaming
A música alcançou o topo do iTunes de vários países em apenas 24 horas após o seu lançamento, incluindo Espanha, México, Itália e stados Unidos. No Spotify, estreou no topo da Daily Global 200, quebrando o recorde de maior estreia de uma música em língua espanhola. Além disso, foi a quinta maior estreia da história do Spotify, com 14,39 milhões de reproduções em um único dia. Na mesma plataforma, garantiu o recorde de música mais reproduzida em seu segundo e terceiro dia de lançamento, com 13,69 milhões e 12,86 milhões de reproduções, respectivamente.  Regionalmente, a canção quebrou o recorde de música mais escutada em um único dia na Espanha (3,94 milhões), México (3,83 milhões), Argentina (1,46 milhão), Colômbia, Costa Rica, Panamá, Peru, Equador, Chile, Bolívia, Paraguai, Venezuela e Uruguai.

#### Tabelas musicais
Em menos de dois dias de contagem, a música estreou na  primeira posição Billboard Latin. Este foi a primeira estreia no topo de Bizarrap e a décima terceira de Shakira, quebrando seu empate com Bad Bunny como a única artista com mais canções no topo na história destaa parada. Já tendo os dez maiores sucessos do Latin Pop Airplay entre as artistas femininas, a música estendeu o recorde de Shakira para 39 no total. A música foi um grande sucesso na América Latina, estreando na primeira posição em países como Colômbia, Panamá e Peru. Também figurou o top 10 em onze outros países, incluindo Argentina, Bolívia, Costa Rica, Chile, Equador e México.
Pelos seus sucesso numérico, "Shakira: Bzrp Music Sessions, Vol. 53" garantiu recordes no Guinness World Records:
- Videoclipe latino mais assistido no YouTube em 24 horas
- Canção latina mais rápida a atingir 100 milhões de visualizações no YouTube
- Canção latina mais reproduzida no Spotify em 24 horas
- Canção latina mais reproduzida no Spotify em uma semana

Na Espanha, a música liderou as paradas semanais da Promusicae após apenas um dia de contagem e foi certificada como platina após oito dias de lançamento. A música também alcançou o primeiro lugar na Itália, o segundo lugar em Portugal e na Suíça; esteve entre os dez primeiros na Grécia e nos Estados Unidos; entre os vinte primeiros na França, Irlanda e Lituânia; entre os trinta primeiros na Bélgica, Suécia, Alemanha e Canadá; entre os quarenta primeiros no Reino Unido e na Dinamarca; e o top 50 na Holanda. Nos Estados Unidos, a música se tornou o primeiro top 10 de Shakira na Billboard Hot 100 desde "Beautiful Liar"  (2007), alcançando a nona posição na parada. A canção também se tornou o primeiro single em espanhol de uma vocalista feminina a alcançar top 10 na parada, o que lhe rendeu uma entrada no livro de recordes do Guinness World Records.

### Reações

#### Outros artistas
Diversos artistas reagiram à canção com mensagens positivas e em tom de encorajamento para Shakira, incluindo Alejandro Sanz, Danna Paola, Andres Cepeda, Aitana, Tokischa, Fonseca, Carla Morrison e Manolo Cardona.

## Impacto cultural

### Política
O parlamentar croata Nino Raspudić, do partido Bridge, utilizou as letras da canção como forma de transmitir uma mensagem política em 17 de janeiro, na sessão do Parlamento croata, que celebrou a eleição de Šime Erlić como sucessor de Nataša Tramišak para o crgo de Ministro do Desenvolvimento Regional e Fundos da União Europeia. "Nós poderíamos dizer que duas das mulheres mais perigosas do mundo agora são Tramišak e Shakira, e, ao eleger Erlić, você nos deu um Renault Twingo em vez de uma Ferrari." Excertos da canção também foram utilizadas por Matteo Renzi, ex-primeiro-ministro da Itália, pelas quais ele fez uma referência às próximas eleições regionais. "Como dizem na filosofia contemporânea, eles tinham uma Ferrari e trocaram por um Twingo", afirmou.

### Estudos acadêmicos
O jornal El Tiempo afirmou que, após uma semana de lançamento, a canção se tornou objeto de estudo por especialistas em estudos de gênero Universidade Nacional Autônoma do México. Especialistas da área analisam o simbolismo lírico da música do ponto de vista da violência de gênero.

## Histórico de lançamento
| Região         | Data                  | Formato(s)                 | Gravadora | Ref.   |
| -------------- | --------------------- | -------------------------- | --------- | ------ |
| Várias         | 11 de janeiro de 2023 | Download digital streaming | Dale Play | [ 42 ] |
| Estados Unidos | 24 de janeiro de 2023 | Rádios contemporary hit    | Dale Play | [ 22 ] |
| Estados Unidos | 24 de janeiro de 2023 | Rhythmic contemporary      | Dale Play | [ 23 ] |
| Itália         | 27 January 2023       | Radio airplay              | MayaSound | [ 43 ] |